# Loretta Bradley
Loretta J. Bradley (* 21. Dezember 1941) ist eine US-amerikanische Psychologin.

## Vita
Loretta Bradley ist Professorin und Koordinatorin an der Texas Tech University. Bevor sie dort zu arbeiten begann, war sie Associate Professor an der Vanderbilt University und Vizedekanin der Temple University. Sie promovierte an der Purdue University. Bradley ist die ehemalige Vorsitzende der amerikanischen Vereinigung Counseling. Im Jahr 2003 wurde sie zum Erzieher des Jahres in Texas ernannt.
Bradley ist Autorin oder Coautorin von sechs Büchern und mehr als 150 Artikeln in Zeitschriften. Die britische Vereinigung für Beratung und Psychotherapie verlieh ihr als erstem Amerikaner einen Preis.
Darüber hinaus erhielt Bradley nationale Auszeichnungen der amerikanischen Counseling Association (ACA) für ihr Buch Principles and Practice Process (zusammen mit Nicholas Ladany).
In den Jahren 2004 und 2005 arbeitete Bradley auf Einladung als Dozentin in der chinesischen Stadt Shanghai. Sie verfasste mehrere Werke zum Burnout-Syndrom und dessen Behandlung.

## Bibliographie
- James R. Cheek, Loretta Bradley, Gerald Parr, William Lan Using music therapy techniques to treat teacher burnout. (Research) Digital - American Mental Health Counselors association 2003.
- Kaylene Brown, Loretta Bradley Reducing the stigma of mental illness. (Professional Exchange). Digital - American Mental Health Counselors Association 2002.
- Loretta Bradley, Nicholas Ladany Counselor Supervision: Principles, Process and Practice (Accelerated Development) Hardcover - Routledge 2000. ISBN 978-1-56032-873-5
- Loretta Bradley, Elaine Jarchow, Beth Robinson All About Sex: The School Counselor's Guide to Handling Tough Adolescent Problems Hardcover - Corwin Press 1999. ISBN 978-0-8039-6692-5
- Loretta Bradley Counseling Midlife Career Changers Paperback - Garrett Park Pr 1990. ISBN 978-0-912048-70-3
- Loretta Bradley Career education and biological sciences Houghton Mifflin 1975. ISBN 978-0-395-20047-6

## Quelle
1. ↑  Loretta Bradley, Nicholas LadanyCounselor Überwachung: Principles and Practice Process (Accelerated Development) Hardcover-Routledge 2000. ISBN 978-1-56032-873-5

| Personendaten    | Personendaten                |
| ---------------- | ---------------------------- |
| NAME             | Bradley, Loretta             |
| ALTERNATIVNAMEN  | Bradley, Loretta J.          |
| KURZBESCHREIBUNG | US-amerikanische Psychologin |
| GEBURTSDATUM     | 21. Dezember 1941            |